# Одуал
Одуал — один из кросс-риверских языков. Распространён в Нигерии — на территории местного управления Огбиа штата Байэлса и на территории местного управления Абуа-Одуал штата Риверс. Всего 18 тыс. носителей (по данным 1989 года).

## Письменность
Применяется письменность на латинской графической основе. Первая орфография для одуал была составлена в 1974 году, позднее реформирована и утверждена в 2010 году:
| A a | Aa aa | Ạ ạ | Ạa ạa | B b   | Ḅ ḅ   | Bh bh | D d   | Ḍ ḍ | E e   | Ee ee |
| Ẹ ẹ | Ẹe ẹe | F f | G g   | Gb gb | Gh gh | I i   | Ii ii | Ị ị | Ịi ịi | J j   |
| K k | Kp kp | L l | M m   | N n   | Nw nw | Ny ny | O o   | Õ õ | Oo oo | Õõ õõ |
| Ọ ọ | Ọo ọo | P p | R r   | S s   | T t   | U u   | Uu uu | Ụ ụ | Ụu ụu | V v   |
| W w | Y y   | Z z |       |       |       |       |       |     |       |       |